# Robert Simmon
Robert Simmon es ingeniero Sénior de visualización de datos en Planet Labs, una empresa comercial de observación de la Tierra en San Francisco. Antes de mudarse, en 2014, se desempeñó como analista sénior de programas en el Goddard Space Flight Center, donde estuvo afiliado al Laboratorio de Clima y Radiación y al Observatorio de la Tierra de la NASA. Mientras se desempeñaba como visualizador principal de datos y diseñador de información en esta división de la NASA, Simmon es más notable por su visualización del hemisferio occidental del planeta Tierra. Conocida como la Canica Azul, esta imagen se convertiría en el fondo de pantalla por defecto del primer iPhone en 2007. Además, en el campo de visualización de información de Simmon, mediante su trabajo con la NASA, se esforzó por "ayudar a las personas a comprender mejor cómo funciona la Tierra".

## La canica azul
Producida originalmente en 2002 y luego encontrando su lugar como fondo de pantalla para el iPhone original en 2007, Simmon pudo usar una serie de datos de luz, recopilados del satélite Terra de la NASA para construir el resultado final. Se efectuó una recopilación de datos en el transcurso de 4 meses, a medida que el satélite giraba alrededor de su trayectoria, se podían recopilar datos de luz de polo a polo de la superficie de abajo. Una vez que se recopiló la totalidad de los datos de la superficie, se pudieron extraer y utilizar capas como mapas especulares y mapas de colores para generar la representación de la Tierra. Posteriormente, las imágenes finales se combinarían digitalmente y se aplicarían a la superficie de una esfera generada por computadora para finalmente componerse en Photoshop para generar el resultado final.
Debido a la naturaleza del proceso de recolección de datos, una parte de la responsabilidad de Simmon sería ocultar los agujeros dejados por los satélites que imaginan. Para lograr esto, las áreas alrededor de los parches faltantes dejados en las capas de la nube requirieron contactos adicionales en Photoshop. Del mismo modo, elementos como el halo de la atmósfera no pudieron recopilarse de los datos satelitales y, por lo tanto, tuvieron que generarse completamente en dicho programa de edición.